# Aspergehaantje
Het aspergehaantje (Crioceris asparagi) is een kever uit de familie bladkevers (Chrysomelidae). Een andere naam is ook wel (blauwe) aspergekever.

## Beschrijving
Dit kleine kevertje wordt ongeveer 6 millimeter lang en heeft een kleurrijk uiterlijk; de dekschilden zijn blauwzwart met een rode rand, aan iedere zijde van de dekschilden zit een rij witte, bijna vierkante vlekken. Het borststuk is rood en de kop, poten en tasters blauwzwart, de tasters hebben een fluweelachtige beharing. De larve is wormachtig maar heeft zes duidelijke zwarte pootjes en is bruingrijs van kleur.

## Levenscyclus
De eitjes worden een voor een afgezet op planten of in kleine groepjes. De larve komt na ongeveer een week uit het ei, vreet zich ongeveer drie weken vol en verpopt in de bodem. Er zijn twee generaties per jaar; de tweede ontwikkelt zich iets sneller, de volwassen kever overwintert onder de grond. Zowel de volwassen kever als met name de larve eten planten en zijn monofaag; ze lusten enkel soorten uit het geslacht Asparagus, beter bekend als asperge.

## Schade
Tuinders hebben een hekel aan deze soort vanwege de eetgewoonten, echter de wortels worden niet gegeten; alleen loof en bovengrondse groene plantendelen. Hierdoor kan de plant minder voedsel aanmaken en groeit minder snel, al te veel exemplaren kunnen een plant ook helemaal kaal vreten.

## Gedrag
Als de kevertjes iets groots zien bewegen, dan gaan ze schuilen aan de andere zijde van de aspergetak waarop ze zitten. Als ze schrikken of als je te dichtbij komt, dan laten ze zich gewoon vallen. Dit doen ze zelfs als ze aan het paren zijn.

## Bestrijding
Bij de bestrijding van het Aspergehaantje is de sluipwesp een werkzaam hulpmiddel. Ook worden insecticides toegepast.
Kleine tuinders kunnen de kevers in een emmer vangen door aan de aspergetakken te schudden. Daarna moeten de kevertjes mechanisch dood gemaakt worden, voordat ze hun vleugeltjes openzetten en wegvliegen. Voeren aan kippen heeft geen zin, want die lusten de diertjes niet.